# Cristian González Aidinovich
Cristian Mario González Aidinovich (ur. 19 grudnia 1976 w Atlandidzie) – urugwajski piłkarz, grający na pozycji obrońcy. Obecnie piłkarz Beitaru Jerozolima, do którego trafił latem 2010 roku.